# Zsejkepuszta
Zsejke, vagy Zsejkepuszta a Győr-Moson-Sopron vármegyei Ásványráró település közigazgatási területén fekvő lakott hely. A középkorban valószínűleg önálló falu volt.

A Zsejke név jelentése: folyó, patakocska. A Dunában fekszik egy Zsejke nevű sziget, melyet a folyó szabályozása előtt kisebb patakocskák hálóztak be. (A kora középkorban a Duna főága folyt a mai Mosoni-Duna helyén.)
Itt megjegyzendő, hogy a Zselyke (ezzel az írásmóddal) anyakönyvezhető női név, főleg Erdélyben gyakori. Ősi székely–magyar női név, a hagyomány szerint Attila hun király fiának, Dengizichnek a feleségét hívták így. Más vélemény szerint a Zsejke településnév szláv eredetű.

## Fekvése, megközelítése
Az 1401-es út és a Mosoni-Duna mellett fekszik. Ásványráró központja és Dunaszeg közt félúton. Az 1-es főút felől az 1402-es úton érhető el.

## Története

### A középkorban
1407. szeptember 10-én a pannonhalmi konvent jelentette Zsigmond magyar királynak, hogy Héderváry Henrik fia Jakabnak a feleségét, Fruzsinát több Győr vármegyei birtokba beiktatta. Többek közt említve Zsejke "Selketew" (ejtsd: Selkető) néven. Az oklevélből kitűnik hogy Zsejke a Hédervári család birtoka volt.
1443-ban, és 1447-ben ugyancsak említik Zsejkét "Selkethew" néven. 1450-ben mint Héderváry birtokot, említik Zsejkét "Selke" néven, említve az itteni lakóhelyeket. 1485-ben ugyancsak "Selke" néven említik.
1492, 1500, 1511, 1513: "Selkethew" néven említik.
1518-ban lakatlan puszta lehetett, mert a porta (rovásadó) összeírás nem említi. 1520-ban a garamszentbenedeki konvent előtt tiltakozott Nagylúcsei Dóczy Ferenc, hogy Héderváry Ferenc Enyingi Török Imrével elcserélte némely birtokát, amelyek a kölcsönös szerződés révén őt illetik. Többek közt említve Zsejke "Selke" néven. 1521-ben "Zelke" néven említik, míg 1548-ban "Selke" néven.

### Zsejke mint Ráró pusztája
1876-ban említik a zsejkei majort. 1878-ban a vármegyei törvényhatósági bizottság pusztává minősíti Zsejkét. Puszta az ami az 1836. évi X. tc. 6-10 § alapján elrendelt úrbéri rendbeszedés foganatosítása előtt a községtől elkülönített önálló határokkal bírt. A XIX. századi térképeken ábrázolták Zsejkét határai feltüntetésével, ez valószínűsíti hogy önálló település volt, és később azért került Ráró közigazgatási területéhez való oda csatolására mivel a kevés lakosú zsejkei uradalom földesura egy volt évszázadokon át a rárói uradalom földesurával.

1888-ban Ráró község pusztájaként említik Zsejkét.

1900-ban Zsejke lakossága 140 fő. 1910-ben Zsejke 121 fő lakos.

1929-ben Zsejke elemi iskolájában Greischwind Lipótné egy tanteremben hat osztály huszonkettő tanulóját tanította.

1936-ban Ráró, amely pusztája Zsejke, egyesült ásvánnyal Ásványráró néven.

### Zsejke mint Ásványráró pusztája
1950-ben Zsejkén megalakult a Béke termelőszövetkezet. 1957-ben a Béke TSZ 2 fővel 6 KH területen gazdálkodott.

1960-ban Zsejke lakossága 125 fő.
 1961-1962 közt átalakították a zsejkei iskolát. Három nevelőnek biztosítottak benne lakást. 1961-ben a Béke TSZ egyesült az ásványrárói Szabadság TSZ-tel. Az új TSZ neve: Szabadság.

1970-ben Zsejke 86 lakosú, 9 házzal, 29 lakással.

1979-ben megszűnt a zsejkei vegyesüzlet és italbolt. Ekkor Zsejke lakossága hét család.
 1980-ban 36 lakosú a település.
A régi épületek elbontásával, a lakosság Ásványráróba való költözésével napjainkra minimálisra csökkent Zsejke népessége.

## Híres emberek
- Itt született Hankóczy Jenő (Pusztazselyke, 1879. február 24. – Budapest, 1939. március 2.) mezőgazdasági kutató, a búza- és lisztminőség kérdésének nemzetközi szakembere, a farinométer feltalálója.